# Macsal György
Macsal György (Holics, 1714. március 16. – Eperjes, 1780. november) Jézus-társasági áldozópap és tanár.

## Élete
1731. október 15-én lépett a rendbe Szakolcán. Tanított a grammatikai és retorikai osztályban. 1747-től hitszónok volt Besztercebányán, majd Kassán, 1762-től Nagyszombatban, végül 1770-től Eperjesen házfőnök és plébános a rend feloszlatásáig (1773).

## Műve
- Selectae D. Hyeronimi Epistolae in carminis materiam assumptae. Cassoviae, 1741.